# Delta-Leoniden
Die Delta-Leoniden sind ein Meteorstrom, welcher vom 15. Februar bis zum 10. März beobachtbar ist. In diesem Zeitraum bewegt sich der Radiant durch das gesamte Sternbild des Löwen. Am Tage des Aktivitätsmaximums liegt der Radiant knapp 4° südlich von δ-Leonis. Als möglicher Mutterkörper wird der Asteroid (4450) Pan gehandelt.
Da zur selben Zeit die Februar-Leoniden aktiv sind, deren Radiant sich unweit vom Radianten der Delta-Leoniden befindet, benötigt man ein wenig Erfahrung, um die Meteore dieser beiden Meteorströme auseinanderzuhalten.
| Radiantenposition der Delta-Leoniden | Radiantenposition der Delta-Leoniden | Radiantenposition der Delta-Leoniden | Radiantenposition der Delta-Leoniden | Radiantenposition der Delta-Leoniden |
| ------------------------------------ | ------------------------------------ | ------------------------------------ | ------------------------------------ | ------------------------------------ |
| Tag                                  | 17.2.                                | 30.2.                                | 10.2.                                | 20.3.                                |
| RA                                   | 10h20m                               | 10h56m                               | 11h24m                               | 12h0m                                |
| DE                                   | +20°                                 | +18°                                 | +15°                                 | +12°                                 |